# Trafikanalys (myndighet)
Trafikanalys är en svensk statlig förvaltningsmyndighet. Trafikanalys har till huvuduppgift att, med utgångspunkt i de transportpolitiska målen, utvärdera och analysera samt redovisa effekter av föreslagna och genomförda åtgärder inom transportområdet. Vidare ska myndigheten ansvara för att samla in, sammanställa och sprida statistik på transportområdet. Trafikanalys ansvarar för statistikområdena kommunikationer och transporter i Sveriges officiella statistik. Generaldirektör och chef för Trafikanalys är Mattias Viklund.

## Historik
Samtidigt som Trafikanalys bildades den 1 april 2010 lades Statens institut för kommunikationsanalys ner. Den nya myndigheten fick huvudkontoret i Stockholm och det tidigare huvudkontoret i Östersund blev en mindre enhet. 
Trafikverksutredningen var en statlig utredning som hade till uppgift att kartlägga och analysera vissa verksamheter och funktioner inom Vägverket, Banverket, Sjöfartsverket, Luftfartsverket, Luftfartsstyrelsen (fram till dess nedläggning i december 2008), Rikstrafiken, Statens institut för kommunikationsanalys, affärsverket Statens järnvägar, samt Rederinämnden.
Utredningen överlämnades till infrastrukturminister Åsa Torstensson den 1 april 2009. Bland dess slutsatser kan man nämna att den föreslog att Vägverket, Banverket och Statens institut för kommunikationsanalys lades ner och dess uppgifter samlades i ett nytt trafikverk. Den föreslog också att delar av verksamheten hos Luftfartsverket, Sjöfartsverket och Transportstyrelsen fördes till den nya myndigheten.
Regeringen beslutade den 3 september 2009 att utse en särskild utredare för att förbereda och genomföra bildandet av en ny myndighet för utveckling av det samlade transportsystemet.

### Generaldirektörer
- 2009–2019 Brita Saxton[1]
- 2019– Mattias Viklund[2]